# Geranium californicum
Geranium californicum är en näveväxtart som beskrevs av George Neville Jones och F.F. Jones. Geranium californicum ingår i släktet nävor, och familjen näveväxter. Inga underarter finns listade i Catalogue of Life.